# Associação de Futebol de Ponta Delgada
A Associação de Futebol de Ponta Delgada (AFPD) é o organismo que tutela as competições, clubes e atletas nas ilhas de São Miguel e Santa Maria, ou seja todo o antigo Distrito de Ponta Delgada, nos Açores.

## Sede
A Associação de Futebol de Ponta Delgada é sediada em Ponta Delgada na Avenida Natália Correia, nº 51.

## Competições AF de Ponta Delgada
| Season  | 1ª Divisão São Miguel | 2ª Divisão São Miguel | Taça São Miguel     | Taça Honra João de Brito Zeferino | 2ª Divisão Taça Honra |
| ------- | --------------------- | --------------------- | ------------------- | --------------------------------- | --------------------- |
| 2024/25 |                       |                       |                     |                                   |                       |
| 2023/24 | Santa Clara           |                       | Rabo de Peixe       | Santa Clara                       |                       |
| 2022/23 | Benfica Águia         |                       | Rabo de Peixe       | Vale Formoso                      |                       |
| 2021/22 | U. Micaelense         |                       | Vasco Gama          | Vasco Gama                        |                       |
| 2020/21 | Vasco Gama            |                       |                     | Vale Formoso                      |                       |
| 2019/20 | Santiago              |                       |                     | Vale Formoso                      |                       |
| 2018/19 | São Roque             |                       | Sc Ideal            | Vale Formoso                      |                       |
| 2017/18 | Águia dos Arrifes     |                       | Rabo de Peixe       | Águia dos Arrifes                 |                       |
| 2016/17 | Vale Formoso          |                       | Operário Desportivo | Vale Formoso                      |                       |
| 2015/16 | U. Micaelense         |                       | Santa Clara         | U. Micaelense                     |                       |
| 2014/15 | Desp. São Roque       | Rabo de Peixe “B”     | Mira Mar            | Águia dos Arrifes                 | Rabo de Peixe “B”     |
| 2013/14 | Vale Formoso          | Santo António         | Capelense           | Vale Formoso                      | Casa Povo Maia        |
| 2012/13 | Capelense             | Casa Povo Maia        | Santa Clara “B”     | Vale Formoso                      | Casa Povo Maia        |
| 2011/12 | Rabo de Peixe         |                       |                     | Santa Clara “B”                   |                       |
| 2010/11 | Águia dos Arrifes     |                       |                     | Desp. São Roque                   |                       |
| 2009/10 | Sporting Ideal        |                       |                     | Vit. Pico Pedra                   |                       |
| 2008/09 | Santiago              |                       |                     | Santiago                          |                       |
| 2007/08 | Marítimo SC           |                       |                     | Mira Mar                          |                       |

## Competições de Juniores
| Season  | Juniores A S19 | Juniores B S17 | Juniores C S15 |
| ------- | -------------- | -------------- | -------------- |
| 2016/17 | U. Micaelense  |                |                |
| 2015/16 |                |                |                |
| 2014/15 | Santa Clara    | U. Micaelense  | ?              |

## Clubes nos escalões nacionais
Na época 2016–17, a Associação de Futebol de Ponta Delgada tinha os seguintes representantes nos campeonatos nacionais:
- Na Primeira Liga: Santa Clara
- No Campeonato de Portugal (Série E): Operário e Sporting Ideal

## Órgãos Sociais

### Diretoria executiva[5]
- Presidente: Robert Dacamara

### Conselho Fiscal
- Presidente : Pedro Medina
- Vice-Presidente : João Carlos da Silva Rodrigues

### Conselho de Arbitragem
- Presidente : Manuel Adriano Ferreira Cabral
- Vice-Presidente : José Francisco Cordeiro Roque

### Conselho de Justiça
- Presidente : Ricardo Cabral
- Vice-Presidente : Nuno Miguel Goulart Almeida